# Kurzový maják

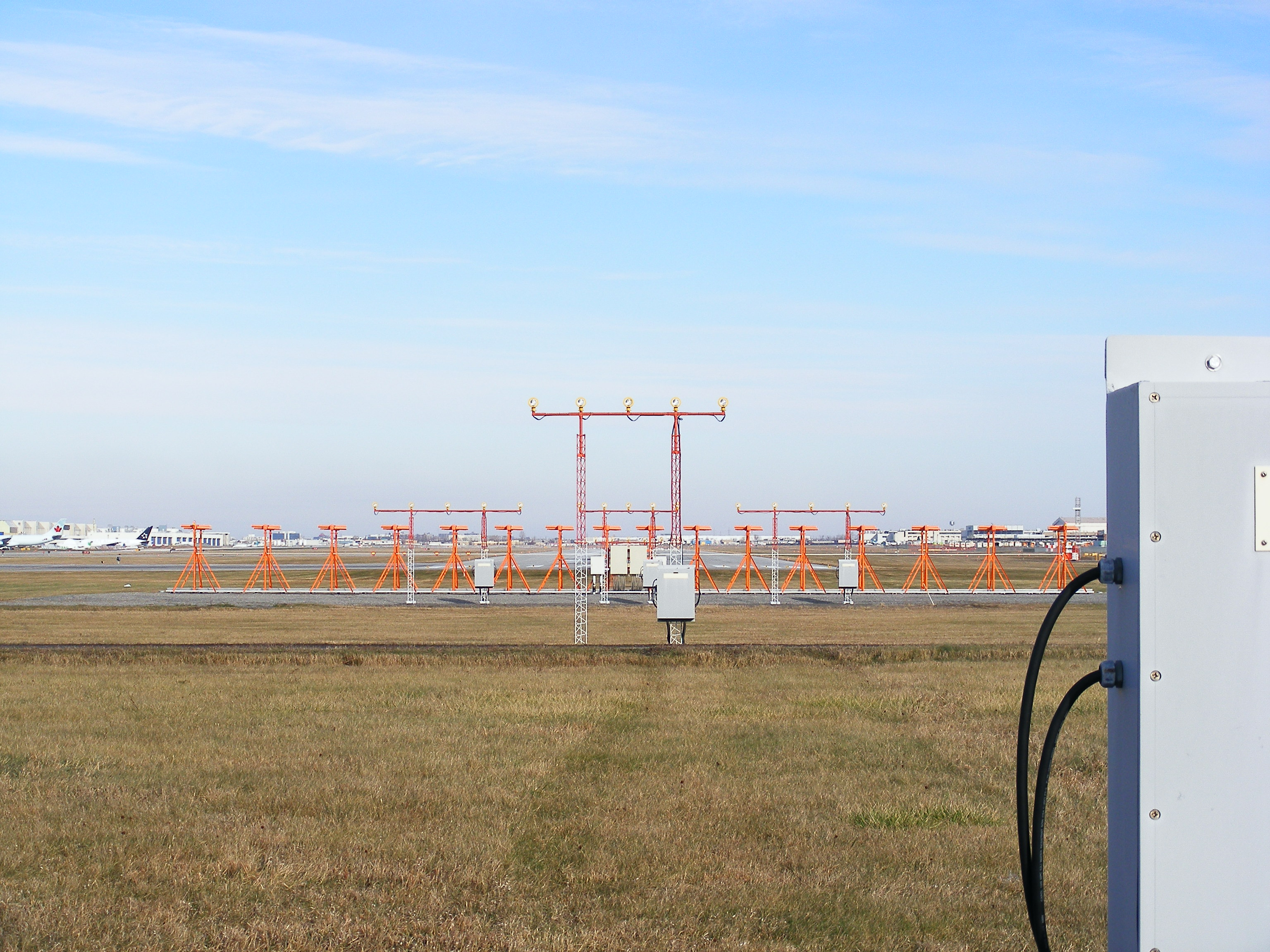
Kurzový maják

Kurzový maják (Localizer LLZ) je VKV radiomaják ze soustavy přistávacího systému ILS (Instrument Landing System). Tento radiomaják je umístěn vždy na konci dráhy (ranveje) a určuje tzv. osu dráhy. Radiomaják vysílá v pásmu 108–112 MHz několik signálů:
1. nosnou frekvenci
2. modulaci 90 Hz
3. modulaci 150 Hz
4. identifikaci 1 kHz (telegraficky)
5. hlasovou identifikaci (používá letiště Frankfurt nad Mohanem)

LLZ má anténní soustavu složenou z několika zářičů a do každého se distribuuje signál o různé hloubce obou modulací (90/150 Hz), takže v momentě, kdy se přístroje a palubě letadla naladí na frekvenci LLZ a zkoumají, která modulace je silnější, určí tím i jak je letadlo odchýleno od osy dráhy. Pokud mají obě modulace stejnou hloubku, znamená to, že letadlo letí přesně v ose ranveje.
Stejný princip je použit i pro GP (Glide Path) neboli maják sestupové roviny, který určuje, zda se letadlo nachází na přistávacím kurzu, zda klesá pod správným úhlem.